# Baks
Baks es un pueblo húngaro perteneciente al distrito de Kistelek, condado de Csongrád-Csanád.

## Superficie
Cuenta con una superficie de 61,92 km².

## Demografía
Hasta 2024 la población era de 1893 habitantes, con una densidad de población de 30,57 hab/km².
| Gráfica de evolución demográfica de Baks entre 2020 y 2024 |
|                                                            |
| Datos según la Oficina Central de Estadística de Hungría.  |